# Another Page
Another Page, album av Christopher Cross, utgivet i januari 1983. Albumet var Cross' andra album och det är producerat av Michael Omartian.
Albumet nådde Billboard-listans 11:e plats.

## Låtlista
Singelplacering i Billboard inom parentes
1. No Time For Talk (#33)
2. Baby Says No
3. What Am I Supposed To Believe
4. Deal 'Em Again (Christopher Cross/Michael Maben)
5. Think Of Laura (#9)
6. All Right (#12)
7. Talking In My Sleep
8. Nature Of The Game
9. Long World
10. Words Of Wisdom

Samtliga låtar är skrivna av Christopher Cross, förutom Deal 'Em Again.